# Mounguel
Mounguel (stavas även Mônguel, Monguel) är en ort som ligger i Gorgol i Mauretanien och har 4 895 invånare (2000).